# Chilling Adventures of Sabrina (série de televisão)
Chilling Adventures of Sabrina (no Brasil: O Mundo Sombrio de Sabrina; em Portugal: As Arrepiantes Aventuras de Sabrina) é uma série de televisão americana de terror sobrenatural desenvolvida por Roberto Aguirre-Sacasa para a Netflix, sendo baseada na série de histórias em quadrinhos de mesmo nome. A série é produzida pela Warner Bros. Television, em associação com a Berlanti Productions e a Archie Comics. Roberto Aguirre-Sacasa e Greg Berlanti são os produtores executivos, ao lado de Sarah Schechter, Jon Goldwater e Lee Toland Krieger. A série é uma versão mais sombria de Sabrina, Aprendiz de Feiticeira (1996-2000).
A série é centrada na personagem da Archie Comics, Sabrina Spellman, interpretada por Kiernan Shipka, e também estrelado por Ross Lynch, Lucy Davis, Chance Perdomo, Michelle Gomez, Jaz Sinclair, Tati Gabrielle, Adati Rudolph, Richard Coyle e Miranda Otto. Originalmente em desenvolvimento durante setembro de 2017 na The CW, a série pretendia ser uma série associada a Riverdale; no entanto, em dezembro de 2017, o projeto foi transferido para a Netflix com um pedido direto da série, composto por vinte episódios. As filmagens ocorrem em Vancouver, Colúmbia Britânica.
A primeira metade da primeira temporada, composta por dez episódios, foi lançada em 26 de outubro de 2018. A série recebeu críticas positivas, com os críticos elogiando o desempenho de Shipka, bem como a premissa, o visual e a direção. Um episódio especial de Natal foi lançado em 14 de dezembro de 2018 e a segunda metade da primeira temporada foi lançada em 5 de abril de 2019. Em dezembro de 2018, a Netflix renovou a série para uma segunda temporada composta por 16 episódios, divididos em duas partes iguais, a primeira parte da segunda temporada foi lançada em 24 de janeiro de 2020 e a segunda parte lançou em 31 de dezembro de 2020. No dia 8 de julho de 2020, a Netflix cancelou a série.

## Sinopse
Sabrina Spellman deve conciliar sua dupla natureza como metade-bruxa e metade-mortal, enquanto luta contra as forças do mal que ameaçam ela, sua família e o mundo da luz do dia em que os humanos habitam.

## Elenco e personagens

### Principal
- Kiernan Shipka como Sabrina Spellman: Uma adolescente metade-humana e metade-bruxa que estuda em Baxter High e que está apenas começando sua educação sombria, enquanto tenta manter uma vida normal.[4] Mckenna Grace interpreta Sabrina Spellman, ainda jovem, em flashbacks.[5]
- Ross Lynch como Harvey Kinkle: O namorado encantador e sonhador de Sabrina, que é filho de um mineiro de carvão e, inicialmente, não está ciente das forças sombrias que conspiram para manter ele e Sabrina separados.[6]
- Lucy Davis como Hilda Spellman: Uma das duas tias bruxas de Sabrina, que tem uma natureza maternal e um grande senso de humor, além de ser especializada em preparar poções.[7]
- Chance Perdomo como Ambrose Spellman: O primo bruxo e pansexual de Sabrina da Inglaterra, que é parceiro de Sabrina, mas é proibido de ir embora da casa dos Spellman depois de ser colocado sob prisão domiciliar pelo Conselho das Bruxas por tentar explodir o Vaticano.[8][9]
- Michelle Gomez como Mary Wardwell / Lilith / Madame Satã: A primeira esposa de Adão no Jardim do Éden, que rouba a identidade de Mary Wardwell. Ela é a professora e mentora favorita de Sabrina em Baxter High; uma manipuladora astuta, ela pretende preparar Sabrina para ocupar seu lugar como soldada de Satanás, para que ela mesma possa se tornar sua rainha.[8][10]
- Jaz Sinclair como Rosalind "Roz" Walker: A filha imprudente, autoritária e sincera do ministro de Greendale e melhor amiga de Sabrina.[11]
- Tati Gabrielle como Prudence Blackwood (nascida Night): Uma aluna da Academia das Artes Ocultas, com um rancor pessoal contra Sabrina. Ela é líder de um trio de bruxas, as Irmãs Estranhas. Mais tarde, é revelado que ela é a filha ilegítima do Padre Blackwood.[12]
- Adeline Rudolph como Agatha: Uma aluna da Academia das Artes Ocultas que é uma das Irmãs Estranhas.[13]
- Gavin Leatherwood como Nicholas "Nick" Scratch: Um bruxo e aluno da Academia das Artes Ocultas que, mais tarde, se envolve romanticamente com Sabrina. (parte 3–4; recorrente nas partes 1–2)[14]
- Richard Coyle como Padre Faustus Blackwood: O Sumo Sacerdote da Igreja da Noite e Decano da Academia das Artes Ocultas, que entra em conflito com Sabrina.[15]
- Miranda Otto como Zelda Spellman: Uma das duas tias bruxas de Sabrina, que é mais autoritária que Hilda. Ela é membro da Igreja da Noite, devota do Senhor das Trevas, e é muito protetora de Sabrina.[16]
- Lachlan Watson como Theodore "Theo" Putnam: Amigo próximo de Sabrina em Baxter High. Theo é um garoto transgênero cujo nome morto era Susie. (2ª temporada; recorrente na 1ª temporada)[14][17][18]

### Recorrente
- Abigail Cowen como Dorcas (parte 1–4): Uma aluna da Academia das Artes Ocultas que é uma das Irmãs Estranhas.[13]
- Darren Mann como Lucas "Luke" Chalfant (parte 1–2): Um bruxo com quem Ambrose se envolve romanticamente.
- Adrian Hough como Joe Putnam: O pai antiquado de Theo.
- Ty Wood como Billy Marlin: O líder dos atletas que frequentemente intimidam Theo.
- Bronson Pinchot como George Hawthorne (parte 1, 3): O diretor perverso e puritano de Baxter High, que não se dá bem com Sabrina.[19]
- Alessandro Juliani como Dr. Cerberus (parte 1–presente): O dono da livraria local onde Hilda trabalha.
- Chris Rosamond como Sr. Kinkle: O pai de Harvey e Tommy.
- Annette Reilly como Diana Spellman: A mãe mortal de Sabrina que morreu em um acidente de avião com seu marido, Edward.
- Peter Bundic como Carl Tapper: Um dos atletas que frequentemente intimidam Theo.
- Justin Dobies como Tommy Kinkle: O irmão mais velho e protetor de Harvey, que trabalha nas minas de Greendale para que Harvey possa continuar na escola.[13]
- Alvina August como Lady Constance Blackwood: A esposa do Padre Faustus Blackwood.
- Georgie Daburas como Edward Spellman: O pai de Sabrina que era o Sumo Sacerdote da Igreja da Noite antes de morrer em um acidente de avião com sua esposa, Diana.
- Salem Saberhagen aparece na série.[20] Ele é o espírito familiar de Sabrina.
- Jedidiah Goodacre como Dorian Gray (parte 2–presente): Um bruxo e dono da Dorian's Gray Room, uma boate exclusiva.[5]
- Tyler Cotton como Melvin (parte 2–4): Um bruxo e aluno da Academia das Artes Ocultas.
- Alexis Denisof como Adam Marsters (parte 2–3): O belo e charmoso namorado de Mary Wardwell que volta para Greendale depois de trabalhar no exterior com os Médicos Sem Fronteiras, sem saber que a identidade de sua noiva foi possuída por Madame Satã.[5]
- Emily Haine como Elspeth (parte 2–3): Uma aluna da Academia das Artes Ocultas.
- Luke Cook como Lucifer Estrela da Manhã (parte 3–4; convidado parte 2): O Lorde das Trevas em sua forma humana, ele é o pai biológico de Sabrina e ex-amante de Madame Satan.
- Sam Corlett como Caliban (parte 3–4): Um príncipe do inferno que nasceu de barro e desafia Sabrina para o trono do inferno.[21]
- Skye Marshall como Mambo Marie LeFleur (parte 3–4): Uma bruxa vodu haitiana que ajuda Prudence e Ambrose em sua busca por Blackwood.[21]
- Jonathan Whitesell como Robin Goodfellow (parte 3–4): Um novo aluno da Baxter High que faz amizade com Theo.[21]
- Will Swenson como Professor Carcosa / Pã (parte 3): O líder de uma tropa pagã que dirige um carnaval e está secretamente tentando criar os Deuses Antigos.
- Vanessa Rubio como Nagaina (parte 3): A Gorgon e membro da tropa de Carcosa.
- Lucie Guest como Circe (parte 3): Uma bruxa da transformação e membro da tropa de Carcosa.

### Convidado
- Kurt Max Runte como Sr. Kemper: O pai adotivo de um bruxo que foi misteriosamente assassinado.
- John Rubinstein como Daniel Webster: Um advogado que defende Sabrina em seu julgamento.
- Jason Beaudoin como Jesse Putnam: O tio de Theo que é possuído por um demônio.
- Megan Leitch como Batibat (parte 1 e 3): Uma demônia do sono que é acidentalmente libertada por Sabrina depois que resolve o quebra-cabeça de seu pai.
- Moses Thiessen como Ben Button (parte 1): Um entregador de pizza de Riverdale. Esse personagem foi introduzido primeiramente em Riverdale
- L. Scott Caldwell como Vovó Ruth Walker (parte 1 e 3–4): A avó de Roz que é cega devido às bruxas que amaldiçoaram as mulheres da família Walker.
- Michael Hogan como Avô Kinkle (parte 1): O avô de Harvey e Tommy.
- Liam Hughes como Quentin (parte 1–2): Uma criança fantasma ligada à Academia das Artes Ocultas que ajuda Sabrina.
- Brian Markinson como Bartel (parte 1): Um demônio natalino.
- Heather Doerksen como Gryla (parte 1 e 3–4): Uma bruxa antiga e perigosa.
- Anastasia Bandey como Dorothea Putnam (parte 1–2): Uma ancestral de Susie que trouxe o clã para Greendale séculos atrás em passagem segura.
- Spencer Treat Clark como Jerathmiel (parte 2): Um caçador de bruxas que planeja matar todas as bruxas de Greendale.
- William B. Davis como Methuselah (parte 2): Um membro corrupto do Conselho das Bruxas.
- Jasmine Vega como Lizzie (parte 3–4): Uma estudante da Baxter High e capitã da equipe de torcida da Baxter High Ravenettes.
- Darius Willis e Whitney Peak como Judas e Judith Blackwood (parte 3–4): Os filhos de Faustus e Constance e meio-irmãos de Prudence.
- Caroline Rhea e Beth Broderick como Sitcom Hilda e Sitcom Zelda (parte 4): Repetindo seus papéis da série de 1996.
- Riker Lynch como Trash (part 4): O vocalista do Satanic Panic.

## Episódios

### Resumo
| Parte | Parte | Episódios | Episódios              | Originalmente lançado  |
| ----- | ----- | --------- | ---------------------- | ---------------------- |
|       | 1     | 11        | 10                     | 26 de outubro de 2018  |
| 1     | 1     | 11        | 14 de dezembro de 2018 |                        |
|       | 2     | 9         | 9                      | 5 de abril de 2019     |
|       | 3     | 8         | 8                      | 24 de janeiro de 2020  |
|       | 4     | 8         | 8                      | 31 de dezembro de 2020 |

### Parte 1 (2018)
| N.º na série | № na parte | Título                                                                                                  | Dirigido por           | Escrito por                             | Lançamento             |
| --- | ---------- | --- | ---------------------- | --------------------------------------- | ---------------------- |
| 1 | 1          | "Chapter One: October Country" "(Capítulo Um: É Tempo de Halloween)" (BR)                               | Lee Toland Krieger     | Roberto Aguirre-Sacasa                  | 26 de outubro de 2018  |
| Sabrina Spellman está prestes a completar 16 anos. Ela passa os dias com o namorado Harvey e as melhores amigas Roz e Susie. No entanto, em seu aniversário de 16 anos, ela deve abraçar completamente sua metade bruxa através de um batismo sombrio, onde jurará lealdade ao Senhor das Trevas Satanás. Mas Sabrina está dividida, pois precisa escolher entre seus amigos e sua família. Sabrina passa os dias que antecedem seu aniversário encontrando respostas para suas perguntas sobre o ritual. Enquanto isso, a professora mortal de Sabrina, Mary Wardwell, é morta e depois possuída por Madame Satan, que procura trazer Sabrina para o lado do Senhor das Trevas. Sabrina também deve lidar com três irmãs bruxas conhecidas como Weird Sisters (Irmãs Estranhas), que a desprezam por ser uma "mestiça". |            | |                        |                                         |                        |
| 2 | 2          | "Chapter Two: The Dark Baptism" "(Capítulo Dois: Batismo das Trevas)" (BR)                              | Lee Toland Krieger     | Roberto Aguirre-Sacasa                  | 26 de outubro de 2018  |
| Sabrina e sua família são visitadas pelo Padre Blackwood, o Sumo Sacerdote da Igreja da Noite. Blackwood procura tranquilizar Sabrina e responder suas perguntas sobre seu batismo, a fim de influenciá-la. Enquanto isso, Ambrose lida com um cadáver para a funerária Spellman, que ele acredita ser um bruxo - e possivelmente morto por um caçador de bruxas. A amiga de Sabrina, Susie, está sendo intimidada por quatro jogadores de futebol, fazendo com que Sabrina resolva o problema com suas próprias mãos. Ela se une às Irmãs Estranhas para ensinar uma lição aos meninos, assustando-os; no entanto, ela ainda está atormentada com a escolha. O aniversário de Sabrina chega e ela decide passar a noite passada com seus amigos em uma festa de Halloween. Quando a meia-noite se aproxima, Sabrina se dirige para seu batismo sombrio com inquietação. O ritual é completamente diferente do que Blackwood descreveu e no último minuto Sabrina nega o Senhor das Trevas e foge, ela é atacada na floresta, mas chega em sua casa. Lá, ela proclama sua recusa em assinar o Livro da Besta, encerrando o batismo. |            | |                        |                                         |                        |
| 3 | 3          | "Chapter Three: The Trial of Sabrina Spellman" "(Capítulo Três: O Julgamento de Sabrina Spellman)" (BR) | Rob Seidenglanz        | Ross Maxwell                            | 26 de outubro de 2018  |
| Sabrina deve lidar com as consequências de sua decisão de deixar seu batismo sombrio. Sabrina é convocada pelo clã e Blackwood, que a estão processando por quebrar sua promessa. Zelda e Hilda também são afetadas e perdem seus poderes durante o julgamento. Sabrina contrata um advogado mortal especializado em direito das bruxas para ajudá-la a vencer o julgamento. Madame Satan faz tudo ao seu alcance para manipular Sabrina. Enquanto o julgamento continua, Blackwood se mantém firme em afirmar que Sabrina deve assinar seu nome no Livro da Besta, como seu pai prometeu que faria dias depois de nascer. No entanto, Hilda fornece evidências de que Sabrina havia recebido um batismo católico antes do acordo de seu pai, o que choca Blackwood e o conselho. No final, eles oferecem um acordo a Sabrina — permanecer no mundo mortal enquanto também frequenta a Academia. Hilda é excomungada por seu papel como testemunha no batismo cristão de Sabrina. Enquanto isso, Ambrose procura aprender mais sobre o bruxo que ele acha que foi morto por caçadores de bruxas. |            | |                        |                                         |                        |
| 4 | 4          | "Chapter Four: Witch Academy" "(Capítulo Quatro: Academia de Bruxas)" (BR)                              | Rob Seidenglanz        | Donna Thorland                          | 26 de outubro de 2018  |
| Sabrina se prepara para frequentar a Academia de Artes Sombrias e planeja encontrar uma maneira de parar Satanás. Sabrina é recebida com desprezo por alguns estudantes e funcionários, mas faz um amigo, Nick Scratch. Blackwood encarrega Sabrina de resolver um quebra-cabeça arcano conhecido como Configuração de Acheron, e ele concorda que ela pode ingressar na aula de conjuração ao resolver o quebra-cabeça. As Irmãs Estranhas embaçam Sabrina com um ritual conhecido como angustiante. Sabrina descobre a história de mortes de estudantes devido a angústia e recruta fantasmas para ajudá-la contra as Irmãs Estranhas. É revelado que Blackwood está por trás de seu ataque. Hilda ajuda Ambrose na projeção astral para que ele possa sair com Luke, o que quase dá terrivelmente errado. Durante esse tempo, Madame Satan chega e procura itens na casa dos Spellman para ajudá-la em sua missão e espionar Sabrina. Enquanto isso, os amigos de Sabrina lidam com visões de um monstro nas minas. Mais tarde, Sabrina descobre que seu pai criou a Configuração Acheron. Sabrina resolve o enigma arcano e, sem saber, desencadeia um demônio. |            | |                        |                                         |                        |
| 5 | 5          | "Chapter Five: Dreams in a Witch House" "(Capítulo Cinco: Sonhos de Bruxa)" (BR)                        | Maggie Kiley           | Matthew Barry                           | 26 de outubro de 2018  |
| O demônio do sono, conhecido como Batibat, coloca Sabrina, Ambrose, Zelda e Hilda em um sono profundo, onde são torturadas em seus pesadelos transformados em sonhos, para que um deles libere Batibat de casa. Madame Satan percorre seus sonhos em busca de Sabrina para acordá-la. Quando ela acorda, ela tenta banir Batibat, mas falha. Sabrina pede a ajuda de Salem para distrair Batibat enquanto ela lucra sonhos para obter ajuda de Hilda e Ambrose. Hilda informa Sabrina que Batibat deve ser atraída para uma armadilha. Com a ajuda dos familiares de Hilda, as aranhas, Sabrina prende com sucesso Batibat, acordando Hilda, Zelda e Ambrose. Depois que Batibat é colocada de volta em contenção, Sabrina visita Madame Satan depois de perceber que ela não é mortal. |            | |                        |                                         |                        |
| 6 | 6          | "Chapter Six: An Exorcism in Greendale" "(Capítulo Seis: Exorcismo em Greendale)" (BR)                  | Rachel Talalay         | Joshua Conkel & MJ Kaufman              | 26 de outubro de 2018  |
| Madame Satan mente para Sabrina e afirma que ela era a secretária de seu pai quando ele era sumo sacerdote da Igreja da Noite, e que ele pediu que ela vigiasse Sabrina. Sabrina projeta-se para o quarto do tio Jesse, tio da Susie, e descobre que ele é possuído por um demônio parasita, que ela mais tarde identifica como Apophis. Sabrina, com a ajuda de Madame Satan e suas tias, realiza com sucesso um exorcismo que expulsa Apophis do tio Jesse. No dia seguinte, tio Jesse morre após sofrer um ataque cardíaco. No entanto, mais tarde é mostrado que Madame Satan foi a responsável, e ela agradece a Jesse por ter desempenhado seu papel no plano do Senhor das Trevas. |            | |                        |                                         |                        |
| 7 | 7          | "Chapter Seven: Feast of Feasts" "(Capítulo Sete: O Ritual dos Rituais)" (BR)                           | Viet Nguyen            | Oanh Ly                                 | 26 de outubro de 2018  |
| Os Spellmans são selecionados para sediar a festa anual das festas e Zelda se oferece para representar sua família na loteria da rainha da festa, que é sacrificada e comida na festa. Durante a seleção, Sabrina substitui Zelda e se torna serva de Prudence, que é selecionada como rainha. Sabrina passa a semana tentando convencer Prudence a rejeitar sua seleção e a leva para Baxter High, onde ela afirma que a família de Harvey é caçadora de bruxas. Como precaução, Sabrina lança um feitiço de proteção em Harvey. Mais tarde, Sabrina descobre que Lady Blackwood foi responsável por selecionar Prudence como rainha, pois o padre Blackwood é seu pai biológico. No banquete, o padre Blackwood anuncia que Prudence não pode cumprir seus deveres como rainha, mas antes que ele possa cancelar o banquete, Mildred se sacrifica e é declarada rainha das festas. No dia seguinte, Agatha e Dorcas realizam um ritual para matar Harvey e seu irmão nas minas. |            | |                        |                                         |                        |
| 8 | 8          | "Chapter Eight: The Burial" "(Capítulo Oito: O Enterro)" (BR)                                           | Maggie Kiley           | Lindsay Calhoon & Christianne Hedtke    | 26 de outubro de 2018  |
| Harvey sobrevive ao colapso da mina graças ao feitiço de proteção de Sabrina; no entanto, seu irmão é morto junto com outros quatro humanos. Durante o funeral de Tommy, Harvey e seu pai têm uma discussão física e o caixão de Tommy cai. Roz pega o capacete de Tommy e tem uma visão de Dorcas e Agatha nas minas esmagando bonecos de Harvey e Tommy com pedras. Roz confia em Sabrina sobre a visão, chamada de astúcia por sua Nana Ruth, depois que sua família foi amaldiçoada por atravessar uma bruxa gerações atrás. Sabrina conta para Prudence, e eles, junto com Nick e Dorcas, ajudam a ressuscitar Tommy e substituir sua alma pela de Agatha. No entanto, eles usam o Caim Cain no cemitério no Necrotério da Irmã Spellman para trazê-la de volta à vida. Enquanto isso, o padre Blackwood consulta Ambrose sobre sua prisão domiciliar e informa que ainda há imunidade se ele nomear seus co-conspiradores na conspiração para explodir o Vaticano, mas Ambrose se recusa. Zelda dorme com o padre Blackwood. Enquanto Harvey e seu pai estão jantando, Tommy volta para casa. |            | |                        |                                         |                        |
| 9 | 9          | "Chapter Nine: The Returned Man" "(Capítulo Nove: De Volta ao Mundo dos Vivos)" (BR)                    | Craig William Macneill | Axelle Carolyn & Christina Ham          | 26 de outubro de 2018  |
| O padre Blackwood permite que Ambrose frequente a academia, apesar de sua sentença, e ele obtém seu próprio familiar, um rato chamado Leviathian. Agatha fica doente e começa a tossir a sujeira. Hilda aconselha Ambrose que Agatha nunca deveria ser trazida de volta à vida. Roz tem outra visão: cães rasgando Tommy. Sabrina descobre que a alma de Tommy está no limbo. Harvey se preocupa com seu irmão, pois ele não é o que era antes da queda da mina. Sabrina viaja para o limbo mortal com a ajuda de Madame Satan, onde encontra brevemente a alma de sua mãe antes de encontrar Tommy. No entanto, ela não consegue trazê-lo de volta quando ele é comido pelo Devorador de Almas. Enquanto isso, Susie tem se comunicado em segredo com seu ancestral, Dorothea, que pergunta se os Spellmans ainda são bruxos. Mais tarde, Sabrina finalmente diz a Harvey que ela é uma bruxa e que ela precisa matar Tommy, mas Harvey escolhe fazê-lo e termina seu relacionamento com Sabrina. |            | |                        |                                         |                        |
| 10 | 10         | "Chapter Ten: The Witching Hour" "(Capítulo Dez: A Hora das Bruxas)" (BR)                               | Rob Seidenglanz        | Roberto Aguirre-Sacasa & Ross Maxwell   | 26 de outubro de 2018  |
| Roz e Susie confrontam Sabrina sobre ser uma bruxa e ela conta tudo a elas. Madame Satan sacrifica um aluno na Árvore Suspensa para conjurar as Treze de Greendale, bruxas sacrificadas pelo coven e enforcadas pelos mortais séculos antes. As Treze convocam o Anjo Vermelho da Morte e enviam Ambrose para avisar a todos. O padre Blackwood ordena todas as bruxas à Academia por sua segurança. Para proteger os mortais, os Spellmans invocam um tornado para eles se reunirem no abrigo contra tempestades em Baxter High. Os Spellmans lançaram um feitiço de proteção em Baxter High, mas Ambrose e Zelda são convocados para a Academia. Madame Satan leva Sabrina para a floresta e a convence a assinar o Livro da Besta para ganhar o poder de derrotá-los. Sabrina lança o Fogo do Inferno na Árvore Suspensa e nas Treze, queimando suas almas e banindo o Anjo Vermelho da Morte. Durante os eventos, Lady Blackwood morre ao dar à luz. Zelda mente para o padre Blackwood, alegando que o gêmeo maior consumiu o outro quando, na realidade, o gêmeo primogênito era uma menina, que Zelda guarda para si mesma. Mais tarde, Madame Satan revela seu plano de se tornar a Rainha do Senhor das Trevas para Hawthorne, antes de matá-lo e seu familiar.                          |            | |                        |                                         |                        |
| 11 | 11         | "Chapter Eleven: A Midwinter's Tale" "(Capítulo Onze: Um Conto de Inverno)" (BR)                        | Jeff Woolnough         | Roberto Aguirre-Sacasa & Donna Thorland | 14 de dezembro de 2018 |
| Antes do Natal, a família Spellman se prepara para celebrar o Solstício de Inverno, iluminando um tronco Yule para impedir que espíritos entrem em sua casa. Zelda está cuidando da filha de Lady Blackwood, Leticia. Sabrina se distanciou de Harvey e de suas amigas, planejando uma sessão para entrar em contato com a mãe. Ela pede à Madame Satan que lhe empreste o Livro dos Mortos, mas ela planeja sabotar o ritual. Susie, trabalhando como elfa, é sequestrada depois de saber que o shopping Santa Bartel, está prendendo almas de crianças em esculturas de cera. Os Spellmans descobrem um grupo de fantasmas, os Yule Lads, estão assombrando sua casa e precisam chamar a mãe das crianças, Gryla, para livrá-los. Gryla ouve Letícia no porão e exige que os Spellmans a entreguem. Sabrina e o espírito de sua mãe convencem Gryla a pegar o ursinho de pelúcia de Ambrose. Roz conta a todos sobre o sequestro de Susie, e os Spellmans chamam Gryla de volta para lutar com Bartell, que é um demônio, e resgatar Susie. Zelda decide deixar Letícia morar com outra bruxa pária da floresta, acreditando que a casa dos Spellman não era mais segura para ela. Os Spellmans, juntamente com Luke, passam a véspera de Natal em casa, enquanto Ambrose lê A Christmas Carol. |            | |                        |                                         |                        |

### Parte 2 (2019)
| N.º na série | № na parte | Título | Dirigido por               | Escrito por                                | Lançamento         |
| --- | ---------- | --- | -------------------------- | ------------------------------------------ | ------------------ |
| 12 | 1          | "Chapter Twelve: The Epiphany" "(Capítulo Doze: Epifania)" (BR)                                                 | Kevin Sullivan             | Roberto Aguirre-Sacasa                     | 5 de abril de 2019 |
| Decidindo se comprometer totalmente com a Academia de Artes Sombrias, Sabrina se despede da Baxter High School. Apesar da oposição misógina do padre Blackwood, Sabrina e Nick competem pelo título de Top Boy, passando por três árduos desafios. Sabrina é atacada pelos três reis da peste Asmodeus, Purson e Belzebu. Enquanto isso, Wardwell se torna diretora da Baxter High. Susie tenta entrar no time masculino de basquete da Baxter, enfrentando forte oposição devido à sua disforia de gênero. Por insistência de Hilda, Sabrina visita seus amigos mortais e usa a magia para ajudar Susie a vencer a partida. Susie revela a Harvey e Roz que ele gostaria de usar o nome Theo em vez do nome de nascimento. Durante o desafio de conjurar, Sabrina e Nick usam a competição para revelar os demônios que atacam Sabrina. Ofendendo-se, o padre Blackwood nomeia Ambrose Top Boy. Zelda pergunta ao padre Blackwood se ele tornará o relacionamento oficial. Roz desenvolve sentimentos por Harvey. Lilith convoca o Senhor das Trevas, exigindo saber o papel de Sabrina em seus planos. |            | |                            |                                            |                    |
| 13 | 2          | "Chapter Thirteen: The Passion of Sabrina Spellman" "(Capítulo Treze: A Paixão de Sabrina Spellman)" (BR)       | Michael Goi                | MJ Kaufman & Christina Ham                 | 5 de abril de 2019 |
| Depois de saber que o Senhor das Trevas pretende fazer de Sabrina seu arauto, Lilith faz uma aposta com ele para determinar a verdadeira natureza da alma de Sabrina. O Senhor das Trevas comanda uma Sabrina relutante em roubar um pacote de chiclete. Sabrina tenta resistir ao seu comando enquanto se prepara para seu papel na peça seguinte da Academia, A paixão de Lúcifer, e participando de aulas na Baxter High. O padre Blackwood nomeia tia Zelda como diretora e instrutora de elocução da peça, irritando a irmã Shirley. De volta a Baxter High, Theo é intimidado pelos atletas, principalmente Billy Marlin, devido à sua disforia de gênero. Sabrina dá a Theo um feitiço de corda, o que faz com que Billy quebre sua perna durante um acidente. O Senhor das Trevas pune o desafio de Sabrina, marcando-a com uma marca de bruxa e deixando sua amiga Roz e seu familiar, Salem, doentes. Não querendo ver nenhum mal em Harvey, Sabrina segue as ordens do Senhor das Trevas para queimar Baxter High. Antes que ela possa realizar, o Senhor das Trevas a impede, elogiando sua devoção. Depois que Dorcas sucumbe à catapora, Sabrina ganha o papel principal como Lilith na peça de paixão da Academia. Mais tarde, o Senhor das Trevas lembra Lilith que ele sempre vence e ressuscita seus familiares Stolas como um prêmio de consolação. |            | |                            |                                            |                    |
| 14 | 3          | "Chapter Fourteen: Lupercalia" "(Capítulo Catorze: Lupercália)" (BR)                                            | Salli Richardson-Whitfield | Oanh Ly                                    | 5 de abril de 2019 |
| Sabrina e Nick Scratch participam do feriado anual de Lupercalia, a versão das bruxas do Dia dos Namorados. Enquanto isso, Harvey convida Roz para um encontro na Sweetheart Dance anual da Baxter High. O pai de Theo aceita com relutância a nova identidade masculina de seu filho. Os planos de Lilith para prejudicar os amigos de Sabrina são descarrilados quando o noivo de Mary Wardwell, Adam Masters, volta para casa. O padre Blackwood faz uma proposta de casamento para Zelda. Hilda descobre que seu empregador, Dr. Cerberus, e seu amante sofrem de uma incubação. Na dança do amor, Billy, que sofreu uma perna quebrada, pede desculpas a Theo, que aceita seu pedido de desculpas. A relação de amizade de Sabrina e Nick é complicada pela presença da familiar lobisomem de Nick, Amalia, que tem ciúmes de Sabrina. Sabrina tenta tranquilizar Amalia que ela não é uma ameaça, mas é forçada a matar o lobisomem quando ela ataca Nick. Roz fica cega como resultado de sua alta miopia. |            | |                            |                                            |                    |
| 15 | 4          | "Chapter Fifteen: Doctor Cerberus's House of Horror" "(Capítulo Quinze: As Profecias do Dr. Cerberus)" (BR)     | Alex Garcia Lopez          | Ross Maxwell                               | 5 de abril de 2019 |
| Posando como a cartomante Sra. McGarvey, Lilith visita a livraria do Dr. Cerberus, onde Hilda está trabalhando. Ela usa cartas de tarô para ler o futuro de vários personagens, incluindo Sabrina, Theo Putnam, Roz Walker, Zelda, Harvey Kinkle e Ambrose Spellman; procurando manipulá-los. Sabrina experimenta uma visão dizendo a ela para confiar em Nick Scratch, mas para mantê-lo longe das Irmãs Estranhas. Theo passa por uma visão em que um feitiço malfeito transforma sua carne em madeira. Roz experimenta uma visão em que ela recebe a visão de volta às custas de outra garota, levando-a a recusar a oferta do reverendo pai de fazer com que sua congregação financie seu tratamento. Zelda é avisada para manter o paradeiro de Leticia em segredo do padre Blackwood. Harvey decide seguir sua carreira artística em Greendale. Ambrose descobre que o padre Blackwood tem intenções maliciosas em relação a suas parentes. Seguindo as visões, Sabrina e Nick reafirmam seu relacionamento, enquanto Ambrose descobre que seu amante, Luke, morreu. O padre Blackwood o convida a tomar o lugar de Luke na Sociedade Judas. |            | |                            |                                            |                    |
| 16 | 5          | "Chapter Sixteen: Blackwood" "(Capítulo Dezesseis: Blackwood)" (BR)                                             | Alex Pillai                | Matthew Barry                              | 5 de abril de 2019 |
| Zelda e o padre Blackwood se preparam para o casamento, apesar da oposição de Sabrina e Prudence. Zelda convence Blackwood a suspender a excomunhão em Hilda. Explorando a animosidade de Sabrina em relação a Blackwood, Lilith personifica o fantasma de seu pai Edward e afirma que Blackwood assassinou seus pais para impedir que Edward promova seu manifesto reformista. Enquanto isso, o padre Blackwood planeja apresentar seu próprio manifesto misógino ao antipapa visitante, confirmando as suspeitas de Ambrose sobre ele. Depois de mediar a paz entre Lady Blackwood e Zelda, Hilda elimina a ciumenta irmã Jackson. Com a ajuda de Nick, Sabrina apresenta o manifesto de seu pai ao antipapa. No entanto, o padre Blackwood denuncia Ambrose por assassinar o antipapa, forçando-o a se esconder. Precisando do apoio de sua família, o padre Blackwood legitima sua filha Prudence. Sabrina e Nick atrapalham o casamento se passando por fantasmas de Diana e Edward. No entanto, Blackwood vê através de seus truques e os expulsa da Academia. Ambrose tenta assassinar Blackwood, mas é preso pelo coven. Blackwood e Zelda partem com os restos do Anti-Papa para a Necrópole do Vaticano e uma lua de mel. |            | |                            |                                            |                    |
| 17 | 6          | "Chapter Seventeen: The Missionaries" "(Capítulo Dezessete: Missionários)" (BR)                                 | Rob Seidenglanz            | Donna Thorland                             | 5 de abril de 2019 |
| Em uma cena de flashback, o caçador de bruxas angelical Jerathmiel da Ordem dos Inocentes tortura Luke Chalfrant a revelar a localização da comunidade de bruxas de Greendale. No momento, Hilda tenta visitar seu sobrinho Ambrose, que está preso na Academia. As Irmãs Estranhas tentam usar a magia para forçar Ambrose a confessar seus supostos crimes, mas ele mantém sua inocência. Sabrina retorna à Baxter High, mas recebe hostilidade da Roz cega e de um amargo Harvey. Theo, no entanto, fala com Sabrina. Jerathmiel e outros dois caçadores de bruxas atacam Sabrina, Hilda, Nick Scratch e Dorian Gray, mas as bruxas e bruxos sobrevivem aos ataques. Jerathmiel e o caçador de bruxas sobrevivente Mehitable invadem a Academia de Artes Sombrias, capturando as Irmãs Estranhas e os alunos e gravemente ferindo Ambrose. Enquanto Hilda, Nick e Harvey tendem a Ambrose, Sabrina confronta os anjos. Apesar de ser morta, Sabrina é ressuscitada pelo Senhor das Trevas, queima os anjos até a morte e ressuscita duas de suas vítimas, enquanto Harvey a olha com medo. Enquanto isso, o Senhor das Trevas reafirma sua autoridade sobre Lilith matando seu noivo Adam e forçando-a a comer a cabeça dele como sobremesa. Lilith promete vingança contra Satanás. |            | |                            |                                            |                    |
| 18 | 7          | "Chapter Eighteen: The Miracles of Sabrina Spellman" "(Capítulo Dezoito: Os Milagres de Sabrina Spellman)" (BR) | Antonio Negret             | Christianne Hedtke & Lindsay Calhoon Bring | 5 de abril de 2019 |
| Após sua ressurreição e derrota dos anjos, Sabrina cura Ambrose, que está morrendo. Seus novos poderes atraem admiração e medo dentro da comunidade de bruxas em Greendale. O padre Blackwood, que se tornou antipapa provisório, volta com sua esposa Zelda, que ficou encantada com a submissão. Sabrina consegue convencer os bruxos do Conselho das Bruxas a adiar a execução de Ambrose até que ela possa apresentar evidências de seu familiar rato Leviathan, provando que Blackwood orquestrou o assassinato do antipapa. Apesar de encontrar e ressuscitar o Leviatã, Blackwood usa uma Zelda encantada para eviscerar o rato. Sabrina e Hilda libertam Zelda do feitiço. O Senhor das Trevas perdoa Ambrose e castiga o Padre Blackwood, que é despojado de sua posição interina pelo Conselho. Sabrina quer usar seus novos poderes para cumprir a visão de seu falecido pai de unir bruxas e mortais. No entanto, os planos de Sabrina são frustrados quando Harvey e Theo descobrem um mural dentro das minas que descreve Sabrina como o Arauto de Satanás. Enquanto isso, Lilith cria um boneco de palha usando sua costela. |            | |                            |                                            |                    |
| 19 | 8          | "Chapter Nineteen: The Mandrake" "(Capítulo Dezenove: Mandrágora)" (BR)                                         | Kevin Sullivan             | Joshua Conkel                              | 5 de abril de 2019 |
| Sabrina e suas bruxas e amigas mortais lutam com a profecia de sua introdução no fim dos tempos como a meia bruxa de Satanás, a meia rainha mortal. Sob o pretexto de impedir a profecia, "Srta. Wardwell" convence Sabrina a criar um doppelganger com mandrágora que servirá como um recipiente para seus poderes mortais. Sabrina e Ambrose executam o feitiço de mandrágora, mas o doppelganger escapa e sequestra os amigos mortais de Sabrina, Harvey, Roz e Theo; com a intenção de criar mais doppelgangers. No entanto, Theo consegue matar os outros doppelgangers. Enquanto isso, o padre Blackwood se separa das Igrejas da Noite, criando sua própria Igreja misógina de Judas. Blackwood descobre que Zelda escondeu sua filha gêmea Leticia e renomeia a criança Judith Blackwood. Zelda escapa da prisão com a ajuda de uma Prudence desiludida. Depois que o boneco de palha de Lilith tenta matar Sabrina, Sabrina e Nick confrontam "Ms Wardwell" por manipulá-la. Sabrina mata seu doppelganger em um duelo de pistola. No entanto, isso acaba cumprindo a profecia arauto satânica, permitindo que Satanás retorne em sua forma angelical à Terra. |            | |                            |                                            |                    |
| 20 | 9          | "Chapter Twenty: The Mephisto Waltz" "(Capítulo Vinte: Valsa com o Diabo)" (BR)                                 | Rob Seidenglanz            | Roberto Aguirre-Sacasa                     | 5 de abril de 2019 |
| O Senhor das Trevas visita Greendale em sua forma angelical e designa Sabrina como a Rainha do Inferno, pretendendo inaugurar o Fim dos Tempos após a coroação de Sabrina. Ele também revela a Sabrina que ele, e não Edward Spellman, é o verdadeiro pai dela. Com raiva de Lúcifer ter escolhido Sabrina como sua rainha, Lilith conspira com os amigos mortais de Spellmans e Sabrina para derrotar os planos do Senhor das Trevas. Enquanto isso, um padre cansado Blackwood envenena a maior parte do clã e foge com seus filhos gêmeos. Prudence e os Spellmans salvam várias bruxas e bruxos, mas outros perecem. Após uma tentativa fracassada de assassinato contra o Senhor das Trevas, Nick propõe um plano para prender o Lorde das Trevas em uma configuração Acheron. Harvey, Roz e Theo usam sigilos mágicos para impedir que as hordas demoníacas do Lorde das Trevas entrem em Greendale pelos Portões do Inferno no Túnel 13. Na coroação, Sabrina e suas amigas e Lilith realizam sua conspiração. No entanto, o Senhor das Trevas destrói a Configuração Acheron, obrigando Nick a sacrificar seu corpo para aprisionar o Senhor das Trevas. Antes de retornar com o Senhor das Trevas no corpo de Nick para o inferno, Lilith se coroa Rainha do Inferno, restaura os poderes de Sabrina e ressuscita a verdadeira Sra. Wardwell. Enquanto Zelda reforma o Coven em torno do culto a Lilith, Prudence e Ambrose embarcam em uma caçada a Blackwood. Enquanto isso, Sabrina e seus amigos mortais prometem trazer Nick do inferno. |            | |                            |                                            |                    |

### Parte 3 (2020)
| N.º na série | № na parte | Título                                                                                             | Dirigido por           | Escrito por                          | Lançamento            |
| ------------ | ---------- | -------------------------------------------------------------------------------------------------- | ---------------------- | ------------------------------------ | --------------------- |
| 21           | 1          | "Chapter Twenty-One: The Hellbound Heart" "(Capítulo Vinte e Um: Não Vou para o Inferno)" (BR)     | Rob Seidenglanz        | Roberto Aguirre-Sacasa               | 24 de janeiro de 2020 |
| 22           | 2          | "Chapter Twenty-Two: Drag Me to Hell" "(Capítulo Vinte e Dois: Levando Almas para o Inferno)" (BR) | Alex Pillai            | Ross Maxwell                         | 24 de janeiro de 2020 |
| 23           | 3          | "Chapter Twenty-Three: Heavy is the Crown" "(Capítulo Vinte e Três: O Peso da Coroa)" (BR)         | Rob Seidenglanz        | Oanh Ly                              | 24 de janeiro de 2020 |
| 24           | 4          | "Chapter Twenty-Four: The Hare Moon" "(Capítulo Vinte e Quatro: Banho de Lua)" (BR)                | Viet Nguyen            | Donna Thorland                       | 24 de janeiro de 2020 |
| 25           | 5          | "Chapter Twenty-Five: The Devil Within" "(Capítulo Vinte e Cinco: O Mal Interior)" (BR)            | Roxanne Benjamin       | Matthew Barry                        | 24 de janeiro de 2020 |
| 26           | 6          | "Chapter Twenty-Six: All of them Witches" "(Capítulo Vinte e Seis: Todas as Bruxas)" (BR)          | Michael Goi            | Joshua Conkel                        | 24 de janeiro de 2020 |
| 27           | 7          | "Chapter Twenty-Seven: The Judas Kiss" "(Capítulo Vinte e Sete: O Beijo de Judas)" (BR)            | Craig William Macneill | Lindsay Calhoon Bring                | 24 de janeiro de 2020 |
| 28           | 8          | "Chapter Twenty-Eight: Sabrina Is Legend" "(Capítulo Vinte e Oito: Sabrina é Lenda)" (BR)          | Rob Seidenglanz        | Roberto Aguirre-Sacasa & Daniel King | 24 de janeiro de 2020 |

### Parte 4 (2020)
| N.º na série | № na parte | Título | Dirigido por      | Escrito por                         | Lançamento             |
| ------------ | ---------- | --- | ----------------- | ----------------------------------- | ---------------------- |
| 29           | 1          | "Chapter Twenty-Nine: The Eldritch Dark" "(Capítulo Vinte e Nove: Forças Ocultas)" (BR)                    | Jeff Woolnough    | Roberto Aguirre-Sacasa & Gigi Swift | 31 de dezembro de 2020 |
| 30           | 2          | "Chapter Thirty: The Uninvited" "(Capítulo Trinta: Deixe-me Entrar)" (BR)                                  | Alex Pillai       | Katie Avery                         | 31 de dezembro de 2020 |
| 31           | 3          | "Chapter Thirty-One: The Weird" "(Capítulo Trinta e Um: A Criatura)" (BR)                                  | Lisa Soper        | Jenina Kibuka                       | 31 de dezembro de 2020 |
| 32           | 4          | "Chapter Thirty-Two: The Imp of the Perverse" "(Capítulo Trinta e Dois: O Demônio da Perversidade)" (BR)   | Antonio Negret    | Christianne Hedtke                  | 31 de dezembro de 2020 |
| 33           | 5          | "Chapter Thirty-Three: Deus Ex Machina" "(Capítulo Trinta e Três: Deus Ex Machina)" (BR)                   | Amanda Tapping    | Eleanor Jean                        | 31 de dezembro de 2020 |
| 34           | 6          | "Chapter Thirty-Four: The Returned" "(Capítulo Trinta e Quatro: Estamos de Volta)" (BR)                    | Catriona McKenzie | Oanh Ly & Ross Maxwell              | 31 de dezembro de 2020 |
| 35           | 7          | "Chapter Thirty-Five: The Endless" "(Capítulo Trinta e Cinco: Sem Fim)" (BR)                               | Kevin Sullivan    | Donna Thorland & Matthew Barry      | 31 de dezembro de 2020 |
| 36           | 8          | "Chapter Thirty-Six: At the Mountains of Madness" "(Capítulo Trinta e Seis: As Montanhas da Loucura)" (BR) | Rob Seidenglanz   | Roberto Aguirre-Sacasa              | 31 de dezembro de 2020 |

## Produção

### Desenvolvimento
Em setembro de 2017, foi anunciado que uma série de televisão em live-action baseada na história em quadrinhos Chilling Adventures of Sabrina estava sendo desenvolvida para a The CW pela Warner Bros. Television e pela Berlanti Productions, com lançamento previsto para 2018 ou 2019. A série seria uma série companheira de Riverdale. Lee Toland Krieger dirigiria o episódio piloto, que seria escrito por Roberto Aguirre-Sacasa. Os dois são produtores executivos junto com Greg Berlanti, Sarah Schechter e Jon Goldwater. Em dezembro de 2017, o projeto foi transferido para a Netflix com um novo título ainda a ser anunciado. Duas temporadas, com dez episódios cada, foram encomendadas pelo serviço de streaming; mais tarde, isso foi alterado para ser uma temporada de 20 episódios dividida em duas partes. O presidente da The CW, Mark Pedowitz, afirmou que a capacidade da Netflix de oferecer um compromisso de duas temporadas fez com que a Warner Bros. Television transferisse a série para o serviço de streaming. No início de maio de 2018, Chilling Adventures of Sabrina foi oficialmente confirmado como o título da série. A série foi inspirada em filmes de terror como The Exorcist, Rosemary's Baby e outros "grandes filmes de terror satânicos das décadas de 1960 e 1970". A sequência de abertura apresenta a arte de Robert Hack, o artista original da série em quadrinhos.
Em 12 de novembro de 2018, a Netflix anunciou que o décimo primeiro episódio dos vinte episódios encomendados seria lançado como um episódio especial de natal. Não foi sempre o plano que a série tivesse um episódio com tema natalino. Durante a produção do primeiro episódio da segunda parte, Roberto Aguirre-Sacasa percebeu que a série já havia feito episódios relacionados ao Halloween e ao Dia de Ação de Graças na primeira parte, e decidiu criar o episódio. Ele observou que o episódio "foi em grande parte auto-suficiente, mas que ainda existem elementos que o levam às percepções, relações e mitologia — isso meio que enfia a agulha. Então, nós descobrimos uma história que poderia fazer as duas coisas". O episódio também foi útil para a Netflix, que queria algum tipo de conteúdo adicional e independente para ser lançado entre as duas primeiras partes. Em 18 de dezembro de 2018, a Netflix renovou a série para uma segunda temporada de 16 episódios, que também será dividida em duas partes. No dia 8 de julho de 2020, a Netflix cancelou a série. A segunda e última parte da segunda temporada foi lançada em 31 de dezembro de 2020.

### Escolha de elenco
Em janeiro de 2018, Kiernan Shipka foi escalada como Sabrina Spellman. Kiernan Shipka foi a primeira escolha de Roberto Aguirre-Sacasa para o papel. No mês seguinte, Jaz Sinclair foi escalada como Rosalind "Roz" Walker, junto com Michelle Gomez como Mary Wardwell / Madame Satã, Chance Perdomo como Ambrose Spellman, Lucy Davis como Hilda Spellman, Miranda Otto como Zelda Spellman, e Richard Coyle como Padre Faustus Blackwood. Em março de 2018, Ross Lynch se juntou ao elenco como Harvey Kinkle, enquanto Tati Gabrielle foi escalada como Prudence Night. No início de março de 2018, Bronson Pinchot, Adeline Rudolph e Abigail Cowen foram escalados como George Hawthorne, Agatha e Dorcas, respectivamente. Em novembro de 2018, foi revelado que Alexis Denisof e Jedidiah Goodacre se juntariam ao elenco na segunda parte nos papéis recorrentes de Adam Masters e Dorian Gray, respectivamente, enquanto Mckenna Grace interpretaria Sabrina, ainda jovem, no episódio especial de natal.
Em junho de 2019, foi revelado que Lachlan Watson e Gavin Leatherwood haviam sido promovidos para o elenco principal na segunda temporada. Em dezembro de 2019, Sam Corlett, Skye Marshall e Jonathan Whitesell foram escalados para papéis recorrentes na parte 3 da série.

### Filmagens
As filmagens da primeira parte começaram em 19 de março de 2018, logo após o final das filmagens da segunda temporada de Riverdale, o que permitiu com que os mesmos membros de equipe trabalhassem nas duas séries. As duas primeiras partes foram filmadas consecutivamente, com as filmagens da segunda parte terminando em 21 de dezembro de 2018. Era esperado que as filmagens começassem em fevereiro de 2018 e terminassem até junho de 2018. O primeiro episódio da segunda parte foi o décimo primeiro episódio filmado, enquanto o especial de natal foi o décimo segundo episódio filmado, apesar do especial de natal ter sido lançado como o décimo primeiro episódio da série. Isto aconteceu porque a ideia do especial de natal surgiu quando o primeiro episódio da segunda parte havia "ido longe demais" para alterar o cronograma de produção. Apesar da mudança de produção, Roberto Aguirre-Sacasa disse que o primeiro episódio da segunda parte foi escrito "como um episódio de estreia da segunda parte" e ajuda a dar início aos enredos da parte. A produção da segunda temporada, que consiste da terceira e da quarta parte, é esperada para começar em 17 de maio de 2019 e terminar em 20 de fevereiro de 2020.

### Conexão comRiverdale
A série foi originalmente concebida como uma série companheira de Riverdale quando estava em desenvolvimento pela The CW; no entanto, depois que foi transferida para a Netflix, não ficou claro se alguma conexão permaneceria. Em janeiro de 2018, o presidente da The CW, Mark Pedowitz, disse: "no momento, não há discussões sobre crossovers". Em março de 2018, Jon Goldwater confirmou que as duas séries seriam "duas entidades separadas por enquanto", mas "adoraria se conseguissem descobrir um jeito de cruzá-las". Goldwater também sentiu que havia a possibilidade de os personagens aparecerem em futuros episódios de Riverdale, pois Greendale já havia sido mencionada como existente na série.
A cidade de Sabrina, Greendale, é apresentada na segunda temporada de Riverdale. Depois disso, várias referências às duas cidades são feitas regularmente nas duas séries, visualmente ou com diálogos. Na primeira temporada de Chilling Adventures of Sabrina, Moses Thiessen reprisa seu papel como Ben Button de Riverdale durante um episódio. No episódio "Chapter Sixty-Seven: Varsity Blues" da quarta temporada de Riverdale, Ty Wood reprisa seu papel como Billy Marlin de Sabrina.
No episódio "Chapter Twenty-Three: Heavy Is the Crown" da terceira parte de Sabrina, a bruxa adolescente e sua prima visitam Riverdale em busca de uma coroa que pertence a Benjamin Blossom, um ancestral de Cheryl Blossom. No caminho, eles passam pela placa da cidade. Nas costas, Jughead Jones pintou a mensagem "JJ Wuz Here", sua assinatura. Três episódios depois, um membro das serpentes de Southside é atacado por Hilda Spellman.
Em relação a um crossover apropriado, Roberto Aguirre-Sacasa disse em outubro de 2018 que "odiaria [que um crossover] nunca acontecesse" entre as duas séries, acrescentando que uma possível ideia para um crossover seria com os personagens de Riverdale "ouvindo falar de uma casa assombrada em Greendale e tentando invadir, o que acaba sendo a casa de Sabrina". Ele também afirmou que já que as duas séries já estavam estabelecidas, um crossover poderia acontecer em um filme independente com os dois elencos, possivelmente intitulado Afterlife with Archie, baseado na série de histórias em quadrinhos de mesmo nome, da Archie Horror.

### Ação judicial
Em novembro de 2018, ativistas do Templo Satânico processaram a equipe de produção da série pelo uso da estátua de Baphomet, que eles alegam ter sido uma cópia direta de sua própria estátua e retratava o Templo de uma maneira imprecisa e depreciativa. Em 21 de novembro de 2018, foi confirmado que o Templo Satânico e a Netflix resolveram amigavelmente a disputa judicial, com os termos do acordo não sendo revelados ao público.

## Música
Em 15 de março de 2019, a WaterTower Music lançou um extended play (EP) digital com quatro músicas tocadas por alguns dos membros do elenco da série durante a primeira parte da primeira temporada. Uma compilação de músicas da primeira temporada, incluindo seis músicas tocadas pelo elenco (quatro do EP e duas novas músicas), foi lançada digitalmente pela WaterTower Music em 5 de abril de 2019. A trilha sonora da primeira parte da segunda temporada foi lançada em 24 de janeiro de 2020.
Um álbum de Adam Taylor para a primeira temporada foi lançado em CD pela La-La Land Records e simultaneamente em download pela WaterTower Music, em 16 de agosto de 2019. Uma edição em vinil, incluindo a trilha sonora e a trilha sonora da primeira temporada, também foi lançada pela Waxwork Records em 2020.

### Temporada 1
| Chilling Adventures of Sabrina: Original Television Soundtrack – Season One |                                               | |         |  |
| N.º                                                                         | Título                                        | Artista(s)                                                                                             | Duração |  |
| 1.                                                                          | "Main Title (Chilling Adventures of Sabrina)" | Adam Taylor                                                                                            | 1:39    |  |
| 2.                                                                          | "Bad Moon Rising"                             | Creedence Clearwater Revival                                                                           | 2:21    |  |
| 3.                                                                          | "I Put a Spell on You"                        | Sylvia Black                                                                                           | 2:40    |  |
| 4.                                                                          | "Terrible Thing"                              | AG | 3:38    |  |
| 5.                                                                          | "Sixteen Candles"                             | Stray Cats                                                                                             | 2:54    |  |
| 6.                                                                          | "New Kind Of Kick"                            | The Cramps                                                                                             | 3:29    |  |
| 7.                                                                          | "Always Is Always Forever"                    | Kiernan Shipka, Tati Gabrielle, Adeline Rudolph e Abigail Cowen                                        | 0:51    |  |
| 8.                                                                          | "Black Magic Woman"                           | VCTRYS                                                                                                 | 3:08    |  |
| 9.                                                                          | "Dream A Little Dream"                        | Pink Martini, The von Trapps, Gus Kahn, Fabian Andre e Wilbur Schwandt                                 | 3:53    |  |
| 10.                                                                         | "Queen Freya Hymnal"                          | Adeline Rudolph e Abigail Cowen                                                                        | 1:40    |  |
| 11.                                                                         | "Blest Be The Tie That Binds"                 | Jaz Sinclair                                                                                           | 2:38    |  |
| 12.                                                                         | "Do-Re-Mi"                                    | Miranda Otto, Tati Gabrielle, Abigail Cowen e Gavin Leatherwood                                        | 1:20    |  |
| 13.                                                                         | "A Little Wicked"                             | Valerie Broussard                                                                                      | 3:28    |  |
| 14.                                                                         | "Girl U Want"                                 | Devo                                                                                                   | 2:59    |  |
| 15.                                                                         | "Gently Break It"                             | Beck Pete                                                                                              | 3:37    |  |
| 16.                                                                         | "Under The Stars"                             | Aquamarine                                                                                             | 3:33    |  |
| 17.                                                                         | "Divine Love to Kill Fascism"                 | Peter Matthew Bauer                                                                                    | 5:46    |  |
| 18.                                                                         | "Lavender Blue (Dilly Dilly)"                 | Alvina August                                                                                          | 1:19    |  |
| 19.                                                                         | "Masquerade"                                  | Kiernan Shipka, Ross Lynch, Lucy Davis, Jaz Sinclair, Tati Gabrielle, Gavin Leatherwood e Miranda Otto | 2:04    |  |

| Chilling Adventures of Sabrina: Season 1 (Original Television Score) |                                               |             |         |  |
| N.º                                                                  | Título                                        | Artista(s)  | Duração |  |
| 1.                                                                   | "Main Title (Chilling Adventures of Sabrina)" | Adam Taylor | 1:39    |  |
| 2.                                                                   | "Sabrina and Harvey"                          | Adam Taylor | 1:24    |  |
| 3.                                                                   | "Hello Half Breed"                            | Adam Taylor | 1:14    |  |
| 4.                                                                   | "I Can’t Just Vanish"                         | Adam Taylor | 1:30    |  |
| 5.                                                                   | "Hello Boys"                                  | Adam Taylor | 0:45    |  |
| 6.                                                                   | "Malum Malice"                                | Adam Taylor | 1:23    |  |
| 7.                                                                   | "Harvey Looks for a Witchmark"                | Adam Taylor | 1:52    |  |
| 8.                                                                   | "Academy of the Dark Arts"                    | Adam Taylor | 1:32    |  |
| 9.                                                                   | "Madame Satan"                                | Adam Taylor | 0:57    |  |
| 10.                                                                  | "Flashback at the Mines"                      | Adam Taylor | 1:36    |  |
| 11.                                                                  | "Astral Projection"                           | Adam Taylor | 0:48    |  |
| 12.                                                                  | "Secret Bookclub"                             | Adam Taylor | 0:56    |  |
| 13.                                                                  | "The Acheron"                                 | Adam Taylor | 2:09    |  |
| 14.                                                                  | "Sabrina Tells Harvey Everything"             | Adam Taylor | 5:54    |  |
| 15.                                                                  | "The Hunt Begins"                             | Adam Taylor | 0:56    |  |
| 16.                                                                  | "Blackwood’s Twins"                           | Adam Taylor | 0:49    |  |
| 17.                                                                  | "One Last Kiss"                               | Adam Taylor | 2:25    |  |
| 18.                                                                  | "Sabrina’s Dream of the Birth"                | Adam Taylor | 1:03    |  |
| 19.                                                                  | "Sabrina vs. Ambrose"                         | Adam Taylor | 1:30    |  |
| 20.                                                                  | "The Temptation of Sabrina Spellman"          | Adam Taylor | 1:02    |  |
| 21.                                                                  | "Nick Levitates Sabrina"                      | Adam Taylor | 2:16    |  |
| 22.                                                                  | "Ambrose Kills Aunties and Sabrina"           | Adam Taylor | 2:16    |  |
| 23.                                                                  | "The Witch Hunters"                           | Adam Taylor | 2:22    |  |
| 24.                                                                  | "Sabrina, Sword of Satan"                     | Adam Taylor | 3:48    |  |

### Temporada 2
| Chilling Adventures of Sabrina: Original Television Soundtrack – Part 3 |                             | |         |  |
| N.º                                                                     | Título                      | Artista(s) | Duração |  |
| 1.                                                                      | "My Sharona"                | Jaz Sinclair | 2:27    |  |
| 2.                                                                      | "Teenage Dirtbag"           | Jaz Sinclair and Lachlan Watson | 3:26    |  |
| 3.                                                                      | "The Song of Purple Summer" | Kiernan Shipka, Miranda Otto, Lucy Davis, Chance Perdomo, Tati Gabrielle, Adeline Rudolph, Abigail Cowen, Tyler Cotton e Emily Haine | 3:33    |  |
| 4.                                                                      | "By the Sea"                | Lucy Davis e Alessandro Juliani | 1:54    |  |
| 5.                                                                      | "Hey Mickey"                | Kiernan Shipka, Jaz Sinclair e Jasmine Vega                                                                                          | 2:09    |  |
| 6.                                                                      | "Tender Shepherd"           | Miranda Otto, Lucy Davis, Chance Perdomo e Tati Gabrielle                                                                            | 1:41    |  |

| Chilling Adventures of Sabrina: Original Television Soundtrack – Part 4 |                              |                                                                     |         |  |
| N.º                                                                     | Título                       | Artista(s)                                                          | Duração |  |
| 1.                                                                      | "Radio Ga Ga"                | Ross Lynch, Jaz Sinclair, Lachlan Watson e Jonathan Whitesell       | 3:26    |  |
| 2.                                                                      | "Sixteen Going on Seventeen" | Kiernan Shipka e Gavin Leatherwood                                  | 2:58    |  |
| 3.                                                                      | "Tomorrow Belongs to Me"     | Gavin Leatherwood, Tyler Cotton e Mellany Barros                    | 2:22    |  |
| 4.                                                                      | "Total Eclipse of the Heart" | Kiernan Shipka, Ross Lynch, Jaz Sinclair e Lachlan Watson           | 3:05    |  |
| 5.                                                                      | "PartyTime"                  | Riker Lynch, Sarah Corrigan, Conor Stinson O'Gorman e Nicco Del Rio | 2:20    |  |
| 6.                                                                      | "Sweet Child O' Mine"        | Kiernan Shipka, Gavin Leatherwood, Tati Gabrielle e Chance Perdomo  | 2:46    |  |
| 7.                                                                      | "Time Warp"                  | Ross Lynch, Jaz Sinclair, Lachlan Watson e Jonathan Whitesell       | 2:46    |  |

## Lançamento
Os primeiros dez episódios de Chilling Adventures of Sabrina foram lançados mundialmente pela Netflix em 26 de outubro de 2018. No mesmo dia, os dois primeiros episódios foram exibidos em uma exibição especial na Paris Comic-Con de 2018. O décimo primeiro episódio da primeira parte, um episódio especial de natal, foi lançado em 14 de dezembro de 2018. Os nove episódios restantes da primeira temporada foram lançados em 5 de abril de 2019. A primeira parte da segunda temporada, apelidada de Parte 3, foi lançada em 24 de janeiro de 2020. A segunda parte da segunda temporada, também chamada de Parte 4, foi lançada em 31 de dezembro de 2020.

## Recepção

### Resposta da crítica

##### Parte 1
Para a primeira temporada o site agregador de críticas Rotten Tomatoes relatou um índice de aprovação de 91% com uma classificação média de 7.77/10, com base em 103 críticas. O consenso do site diz: "Encantadoramente bela e perversamente macabra, Chilling Adventures of Sabrina lança um feitiço inebriante e fornece uma vitrine perfeita dos talentos mágicos de Kiernan Shipka". O Metacritic, que usa uma média ponderada, atribuiu uma pontuação de 74 de 100 com base em 28 críticos, indicando "críticas geralmente favoráveis".
Alicia Lutes, do IGN, deu à parte um um 9.2/10, dizendo que "brilha em suas tramas deliciosamente escuras, volumes de acampamento e humor irreverente e às vezes antagônico". Dave Nemetz, da TVLine, deu à parte um "B +", dizendo que "Sabrina é mais irônica e consciente do que Riverdale jamais poderia ser" e que "está começando muito bem". Meagan Navarro, do Bloody Disgusting, elogiou a primeira parte, afirmando que é "divertida e com ritmo acelerado".
Daniel Fienberg, do The Hollywood Reporter, afirmou em uma resenha da primeira parte, que o "apelo de Sabrina, aumentando à medida que o show avança, vem principalmente de Shipka". Ele elogia o desempenho da atriz ao mencionar que ela é "um complemento perfeito para um dos elementos mais agradáveis da série, a saber, sua abordagem embaçada da modernidade. Chris Hayner, da Gamespot, elogiou a primeira parte, destacando as performances dos membros do elenco. Ele elogiou ainda mais os tons progressivos da série e afirmou que "consegue lidar com os problemas modernos que muitos enfrentam, enquanto expressa tudo em um mundo sobrenatural". Constance Grady, da Vox, elogiou a primeira parte, principalmente por sua cinematografia, afirmando que "seus valores mais altos de produção são aparentes em todos os quadros e o resultado é maravilhoso". Ela acrescentou ainda que, quando a série se compromete totalmente com sua estética de horror gótico sombrio, ela é "a mais emocionante". Petrana Radulovic, da Polygon, afirmou em sua crítica positiva da parte um que "uma vez que o horror começa, a temporada continua com o mesmo calafrio e prepara o cenário para o que vem a seguir".
Para o episódio especial de Natal, o Rotten Tomatoes reportou uma taxa de aprovação de 76% com uma classificação média de 6,56 / 10 com base em 21 avaliações. O consenso do site diz: "Este capítulo de férias de Chilling Adventures of Sabrina impressiona a gemada com a sensibilidade macabra da série, mas os espectadores podem se decepcionar com a confusão do especial sobre se é uma diversão independente ou uma continuação da história principal da série."

##### Parte 2
A segunda parte da primeira temporada recebeu uma média de 6,88 em 10 no Rotten Tomatoes, com uma aprovação geral de 81% com base em 43 avaliações. O consenso do site diz: "Com um mistério mais forte mergulhado na construção de um mundo de bruxas, Chilling Adventures continua sendo uma brincadeira deliciosamente escura e delicadamente excêntrica que empurra Sabrina mais profundamente no caminho da noite — se ela chegasse lá um pouco mais rápido".

##### Parte 3
O Rotten Tomatoes relata que 90% das 29 avaliações de críticos são positivas para a parte três, com uma classificação média de 7,36 / 10. O consenso crítico do site diz: "Um passeio de emoção deliciosamente infernal do começo ao fim, Chilling Adventures of Sabrina está cada vez melhor."

##### Parte 4
No Rotten Tomatoes, a parte 4 tem um índice de aprovação de 75% com base nas avaliações de 12 críticos, com uma classificação média de 7,34 / 10.

### Prêmios e indicações
| Ano  | Prêmio                           | Categoria                                                             | Indicado(s) | Result   | Ref.   |
| ---- | -------------------------------- | --------------------------------------------------------------------- | --- | -------- | ------ |
| 2018 | Dorian Awards                    | Programa de TV Campy do Ano                                           | Chilling Adventures of Sabrina                                                                                             | Indicado | [ 76 ] |
| 2019 | Fangoria Chainsaw Awards         | Melhor série                                                          | Chilling Adventures of Sabrina                                                                                             | Indicado | [ 77 ] |
| 2019 | 2019 Kids' Choice Awards         | Drama Favorito                                                        | Chilling Adventures of Sabrina                                                                                             | Indicado | [ 78 ] |
| 2019 | Leo Awards                       | Melhor Cinematografia em uma Série Dramática                          | Brendan Uegama (para "Chapter Six: An Exorcism In Greendale")                                                              | Indicado | [ 79 ] |
| 2019 | Leo Awards                       | Melhor Cinematografia em uma Série Dramática                          | Stephen Maier (para "Chapter Ten: The Witching Hour")                                                                      | Indicado | [ 79 ] |
| 2019 | Leo Awards                       | Melhor Maquiagem em uma Série Dramática                               | Werner Pretorius, Mike Fields, Shelagh Mcivor, Tom Sosnowski, Geoff Redknap (para "Chapter Five: Dreams in a Witch House") | Indicado | [ 79 ] |
| 2019 | Leo Awards                       | Melhor Performance de Convidado Masculino em Série Dramática          | Jason Beaudoin (para "Chapter Six: An Exorcism In Greendale")                                                              | Indicado | [ 79 ] |
| 2019 | MTV Movie & TV Awards            | Melhor Performance em uma Série                                       | Kiernan Shipka | Indicado | [ 80 ] |
| 2019 | Saturn Awards                    | Melhor Série de Terror e Suspense de Streaming                        | Chilling Adventures of Sabrina                                                                                             | Indicado | [ 81 ] |
| 2019 | Saturn Awards                    | Melhor Atriz em uma Apresentação Streaming                            | Kiernan Shipka | Indicado | [ 81 ] |
| 2019 | Teen Choice Awards               | Programa de TV de Ficção Científica/Fantasia                          | Chilling Adventures of Sabrina                                                                                             | Indicado | [ 82 ] |
| 2019 | Teen Choice Awards               | Ator de TV de Ficção Científica/Fantasia                              | Ross Lynch | Indicado | [ 82 ] |
| 2019 | Teen Choice Awards               | Atriz de TV de Ficção Científica/Fantasia                             | Kiernan Shipka | Indicado | [ 82 ] |
| 2020 | Directors Guild of Canada Awards | Conquista Notável em Design de Produção - série de comédia ou família | Lisa Soper (para "Chapter Twenty-Three: Heavy Is the Crown")                                                               | Venceu   | [ 83 ] |